# Favartia macgintyi
Favartia (Murexiella) macgintyi, tên tiếng Anh: McGinty's Murex, là một loài ốc biển, là động vật thân mềm chân bụng sống ở biển thuộc họ Muricidae, họ ốc gai.

## Miêu tả
Kích thước vỏ ốc trong khoảng 25 mm và 44 mm

## Phân bố
Loài này phân bố ở Biển Caribe, Vịnh Mexico và ở Đại Tây Dương từ Florida và Bahamas tới đông bắc Brasil.